# ماریا کرک، است فلاندرز
ماریا کرک (به لاتین: Mariakerke) یک منطقهٔ مسکونی در بلژیک است که در خنت واقع شده‌است. ماریا کرک ۵٫۲۰ کیلومتر مربع مساحت و ۱۱٬۸۸۳ نفر جمعیت دارد.